# Josef Huppmann von Valbella
Josef Huppmann von Valbella (26. srpna 1814 Olesko v Haliči – 2. června 1897 Merano) byl zakladatel cigaretového průmyslu.

## Život
O rodičích Josefa Huppmanna není nic bližšího známo. Ve 40. letech 19. století přišel do Petrohradu, kde nejprve působil jako specialista na vodoléčbu, mj. otužoval ruské námořníky. Pro nedostatek klientely však musel hledat jiný způsob obživy.
V červnu 1850 se v petrohradském luterském kostele sv. Anny oženil s ovdovělou ruskou Němkou, luteránkou Katharinou Friedbergovou, rozenou Seemannovou.
V roce 1852 založil v Petrohradě rodinnou firmu Laferme s dílnou na výrobu cigaret a malým obchůdkem. Do té doby byly cigarety
neznámé, kouřily se dýmky a doutníky. Někteří lidé si sypali tabák na kousek papíru a kouřili jej stočený do ruličky. Pokud nebyl Huppmann úplně první, pak byl jeden z prvních, kdo začal cigarety vyrábět a prodávat. Velmi brzy zbohatl.
V 50. letech se rodina přesunula do Paříže, patrně kvůli vzdělání nevlastní dcery Kathariny, které zde studovala baletní školu.
Postupně byly založeny pobočky firmy Laferme v Moskvě, Varšavě a Oděse. Kromě cigaret se ve všech pobočkách vyráběl i ostatní tabákový sortiment. V té době neměly cigarety ještě ustálené označení, a tak se jim dokonce říkalo laferme.
V roce 1862 byla založena pobočka v Drážďanech, tehdy první továrna na cigarety v Německu. Výrobky odsud se v hojné míře exportovaly přes Vídeň a Terst do Itálie. V Drážďanech potom rychle vyrostly další továrny na tabák a cigarety. Huppmann se v této době do Drážďan přestěhoval.
V únoru 1866 si podal inzerát na panství s hezkým zámkem blízko Vídně nebo v těsné blízkosti železniční trati z Vídně do Děčína a dále do Drážďan. Místo toho v květnu 1867 koupil od hraběnky Frankenbergové velkostatek Solnice (s hezkým zámkem v Kvasinách). Nejbližší železniční stanice byla tehdy až v Chocni (30 km).
V květnu 1868 byl v Itálii povýšen do šlechtického stavu, a to rovnou na barona, patrně v souvislosti s dovozem jeho výrobků do Itálie. Zároveň získal predikát de Valbella. Většinou však používal německou variantu Huppmann von Valbella.
Byl také nositelem několika vysokých vyznamenání – ruského řádu sv. Stanislava, španělského řádu Karla III., řádu italské koruny atd.
V roce 1872 si koupil další panství se zámkem, tentokrát Simmenau (dnes Szymonków) v Pruském Slezsku. V 70. letech investoval také do stavby luxusních bytových domů. Dva nechal postavit v Berlíně, jeden ve Vratislavi.
V té době už ovšem nebyl jediným majitelem svých továren. V roce 1869 vytvořil společně s petrohradskými obchodníky Wilhelmem Stuckenem a Robertem Spiessem akciovou společnost Laferme, která postupně převzala jeho ruské továrny (všechny mimo Dráždan). Drážďanskou továrnu převzala v roce 1874 akciová společnost Compagnie Laferme, kterou utvořili opět Stucken a Spiess.
V této době se začal věnovat také politice. Novinovými články podporoval spolek tří císařů, tj. spojenectví Německa, Rakouska-Uherska a Ruska, což je pochopitelné vzhledem k jeho majetku v těchto třech státech. Během rusko-turecké války v letech 1877–1878 psal do novin návrhy na uspořádání na Balkáně a carovi poslal blahopřejný telegram k jeho vítězství (předčasně). Patrně ne náhodou potom získal zakázku na dodávky cigaret pro ruskou armádu. Angažoval se ale i v německé vnitřní politice.
V 80. letech se Huppmann rozhodl rozšířit svoje podnikání i do Ameriky. Továrna Monopole Tobacco Works údajně jako první v Americe
vyráběla cigarety z tureckého tabáku. Sídlila na Manhattanu na 2. Avenue a v roce 1888 zaměstnávala přes 150 dělníků.
Jeho manželka Katharina zemřela v září 1890 v Simmenau. V následujících letech trávil hodně času v Meranu, oblíbeném lázeňském letovisku
v Alpách, kde vlastnil čtyři vily. V jedné z nich roku 1897 zemřel. Dle jedněch místních novin trpěl silným astmatem a zemřel náhle a nečekaně. Dle druhých se zastřelil ranou do srdce. Jeho tělo bylo po železnici dopraveno do Simmenau, kde byl pohřben.

## Česká stopa
- V letech 1869–1870 financoval přestavbu solnického farního kostela Umučení sv. Jana Křtitele.
- V roce 1869 založil v bývalém pivovaru v Kvasinách továrnu na likéry se stejným názvem jako měly jeho cigaretové továrny: Laferme. Jejím ředitelem se stal Josef Archleb, kterému ji po několika letech prodal. Archleb v roce 1877 přenesl výrobu do Dobrušky, kde ji nadále provozoval pod stejným názvem.
- V roce 1870 se Huppmann stal členem společnosti, která usilovala o koncesi na stavbu železnice z Ústí nad Orlicí do Broumova (spolu s knížetem Colloredo-Mansfeldem, hrabětem Kolowratem, broumovským továrníkem Schrollem a dalšími). Nakonec ale koncesi dostala jiná firma.
- V roce 1874 proběhla úprava kvasinského zámku, kdy bylo přistaveno šikmé křídlo s loveckým sálem v přízemí a dvěma pokoji v patře.
- U příležitosti své stříbrné svatby v roce 1875 manželé založili nadaci pro chudé školní děti ze Solnice a Kvasin.
- V roce 1890 byl solnický velkostatek prodán firmě bratří Goldsteinů a Ollendorfů z Katovic a Varšavy.